# 娘娘庙乡
娘娘庙乡，是中华人民共和国辽宁省葫芦岛市建昌县下辖的一个乡镇级行政单位。

## 行政区划
娘娘庙乡下辖以下地区：
李家店村、南台子村、逯杖子村、迟杖子村、东山村、平房子村、孟松沟村和盘龙沟村。